# Élections locales écossaises de 2012 à Shetland
Pour un article plus général, voir Élections locales écossaises de 2012.

Les élections locales écossaises de 2012 à Shetland se sont tenues le 3 mai 2012.

## Composition du conseil
Majorité absolue : 12 sièges
| Parti       | Sièges  |
| ----------- | ------- |
| Indépendant | 22 / 22 |